# Tradescantia humilis
Genre
Classification APG III (2009)
Tradescantia humilis  (Texas spiderwort), Rose, est une des 75 espèces du genre Tradescantia,  native du Texas, et du sud de l'Oklahoma,,.  Cette plante tient son nom de  John Tradescant (1608-1662), jardinier de Charles Ier d'Angleterre.